# Johann Friedrich Ruopp
Johann Friedrich Ruopp (* Februar 1672 in Straßburg; † 26. Mai 1708 in Halle (Saale)) war ein deutscher Kirchenlieddichter und Pfarrer.

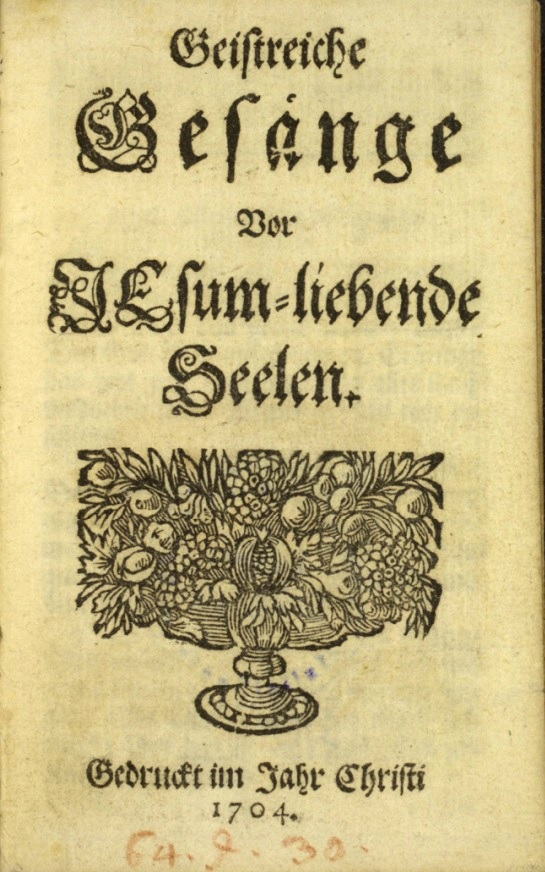
Titelblatt der Liedsammlung Geistreiche Gesänge vor Jesum-liebende Seelen

## Leben
Der Sohn des Schuhmachers Daniel Ruopp und der Katharina Reinthaler wurde am 1. März 1672 im Straßburger Münster getauft. Er studierte Theologie an der Universität Jena, wo er sich dem Pietismus zuwandte. Nach dem Studium wurde er Vikar in Lampertheim (Bas-Rhin), später Pfarrer in Goxwiller. Dort gab er heimlich das Liederbuch Jesuslieder heraus. Im Jahr 1705 wurde er wegen seiner pietistischen Gesinnung der Sektiererei beschuldigt und aus Goxwiller verstoßen. Schließlich wirkte er am Franckeschen Waisenhaus in Halle, unter anderem als Inspektor für arme Studenten und als Adjunkt der Theologischen Fakultät.

## Werk
Sein zusammen mit Johann Friedrich Haug im Jahr 1704 anonym veröffentlichtes Liederbuch Geistreiche Gesänge vor Jesum-liebende Seelen, das lange als verschollen galt, wurde im Jahr 2019 in der Bibliothek der Franckeschen Stiftungen gefunden.
Das dort veröffentlichte Lied Erneure mich, o ewigs Licht, das von Ruopp stammt,  wurde unter Nummer 390 in das Evangelische Gesangbuch (EG) aufgenommen. Zum Teil sind seine Lieder auch im Freylinghausen'schen Gesangbuch von 1704 abgedruckt.